# The Nance
The Nance est une pièce de théâtre de Douglas Carter Beane créée en 2013 au Lincoln Center for the Performing Arts de Broadway.

## Argument
L'histoire suit Chauncey Miles, un acteur de comique burlesque homosexuel.

## Distinctions
- Tony Awards 2013[1]
  - Tony Award des meilleurs décors pour une pièce
  - Tony Award des meilleurs costumes pour une pièce
  - Tony Award du meilleur son
  - Nommé pour le Tony Award du meilleur acteur dans une pièce pour Nathan Lane
  - Nommé pour le Tony Award des meilleures lumières